# Cordt von Brandis (General)
Franz Eberhard Adolf Cordt Freiherr von Brandis (* 27. Juni 1874 in Erbach; † 5. April 1945 in Berlin-Zehlendorf) war ein deutscher Generalmajor der Reichswehr (1929) beziehungsweise charakterisierter Generalleutnant (1939). 

## Leben

### Herkunft
Seine Eltern waren Karl Heinrich Wilhelm von Brandis (1820–1903) und dessen Ehefrau Ottilie Frederike, geborene Trenn (1843–1899). Der hannoverische General und Kriegsminister Eberhard von Brandis war sein Großvater.

### Karriere
Brandis trat am 22. März 1892 als Fähnrich in das Infanterie-Regiment „Kaiser Wilhelm“ (2. Großherzoglich Hessisches) Nr. 116 der Preußischen Armee ein und avancierte Ende Mai 1893 zum Sekondeleutnant. Es folgte am 1. Oktober 1897 seine Kommandierung an die Unteroffizierschule Marienwerder sowie drei Jahre später seine Versetzung in das Infanterie-Regiment „Herzog Friedrich Wilhelm von Braunschweig“ (Ostfriesisches) Nr. 78. Nach seiner Beförderung zum Oberleutnant am 12. September 1902 wurde er kurz darauf am 1. Oktober Adjutant des Bezirkskommandos Aurich. Dort wurde er am 20. April 1910 Hauptmann und als solcher am 27. Januar 1911 Kompaniechef in seinem Regiment. Man versetzte ihn am 15. Februar 1913 in das 4. Hannoversche Infanterie-Regiment Nr. 164 und Brandis übernahm als Chef die 9. Kompanie.
Mit seiner Einheit kam er nach Ausbruch des Ersten Weltkriegs und der Mobilmachung an der Westfront zum Einsatz. Im Februar 1915 erfolgte seine Ernennung zum Kommandeur des III. Bataillons sowie am 18. August 1916 die Beförderung zum Major. Brandis übernahm im Juli 1918 das Sturm-Bataillon 8 und wurde zwei Monate später zum Kommandeur des Grenadier-Regiments „Kronprinz“ (1. Ostpreußisches) Nr. 1 ernannt. 
Nach Kriegsende wurde sein Regiment in Königsberg demobilisiert und aufgelöst. Brandis wurde in die vorläufige Reichswehr übernommen und versah zunächst Dienst als Bataillonskommandeur im Infanterie-Regiment 20. Nach seiner Beförderung zum Oberstleutnant am 1. Juli 1921 kam Brandis in den Stab des 16. Infanterie-Regiments in Oldenburg. Im Februar 1925 versetzte man Brandis in den Stab der 1. Kavalleriedivision nach Frankfurt an der Oder. Mit seiner Beförderung zum Oberst am 1. April 1926 wurde er Lehrgangsleiter an der Infanterie-Schule Dresden. Am 1. Februar 1928 wurde Brandis zum Kommandeur des 15. Infanterie-Regiments in Kassel ernannt und in dieser Funktion am 1. Oktober 1929 zum Generalmajor befördert. Brandis übergab das Kommando am 31. Januar 1930 an seinen Nachfolger Oberst Erich von Schickfus und Neudorff und wurde am gleichen Tag ehrenvoll verabschiedet und in den Ruhestand versetzt.
Am 27. August 1939, dem sogenannten Tannenbergtag, erhielt er den Charakter als Generalleutnant verliehen.
Cordt von Brandis starb einen Monat vor Ende des Zweiten Weltkriegs im Alter von 70 Jahren an Herzmuskelschwäche in Berlin und wurde auf dem Waldfriedhof Dahlem beigesetzt. Das Grab ist nicht erhalten.

## Auszeichnungen
- Eisernes Kreuz (1914) II. und I. Klasse[3]
- Ritterkreuz des Königlichen Hausordens von Hohenzollern mit Schwertern[3]
- Pour le Mérite[3] am 21. April 1918
- Verwundetenabzeichen (1918) in Silber[3]
- Preußisches Dienstauszeichnungskreuz
- Hessische Tapferkeitsmedaille[3]
- Hanseatenkreuz Hamburg[3]
- Braunschweiger Kriegsverdienstkreuz II. und I. Klasse[3]